# Lubuk Semantung
Lubuk Semantung is een bestuurslaag in het regentschap Muara Enim van de provincie Zuid-Sumatra, Indonesië. Lubuk Semantung telt 890 inwoners (volkstelling 2010).